# ハーベイ・マーティン
ハーベイ・マーティン（Harvey Martin 1950年11月16日-2001年12月24日）はテキサス州ダラス出身のアメリカンフットボール選手。NFLのダラス・カウボーイズで1973年から1983年までプレーした。ポジションはディフェンシブエンド。第12回スーパーボウルでランディ・ホワイトとともにスーパーボウルMVPに選ばれた。ドゥームズデイ・ディフェンス（地獄の守備網）の一員として1970年代に活躍した。

## 経歴

### プロ入りまで
高校2年のときにアメリカンフットボールを始めた。その年チームは9勝1敗、彼は控えのオフェンシブタックルとして、大量リードした場面でのみプレーした。高校3年の春、ディフェンシブタックルにコンバートされた。その年3試合目で先発となり、チームは12勝1敗でダラス市選手権に優勝、テキサス州のベスト4になった。彼はまだ痩せていたこともあり、奨学金のオファーは東テキサス州立大学（現テキサス農工大学コマース校）からのみであった。
大学ではピッツバーグ・スティーラーズに入団するドワイト・ホワイトとルームメートとなった。最初の2年間は平凡なディフェンシブエンドであったが、4年次の1972年にはNAIAのオールアメリカンに選ばれ、チームをNAIAのチャンピオンに導いた。
これらの活躍で1987年、彼はテキサス農工大学コマース校の殿堂入りを果たしている。2008年に同校は2008年にローンスター・カンファレンスと対戦する主催試合で、ハーベイ・マーティン・クラシックを始めた。2007年にはローンスター・カンファレンスの75周年記念フットボールチーム、1970年代最優秀守備選手に選ばれた。2010年にはカンファレンスの殿堂入りを果たしている。

### ダラス・カウボーイズ
1973年のNFLドラフト3巡でダラス・カウボーイズに指名されて入団した。コーチは彼がそれまで持ちあわせていなかった積極性、自信、精神的強さが身につくよう指導した。彼はフィジカルを強くするとともに、後にプロフットボール殿堂入りを果たすレイフィールド・ライトとの練習でテクニックを身に着けていった。3シーズン目の1975年には"Too Mean"のニックネームを名づけられ先発選手となった。NFLは1982年までQBサックを公式記録としていなかったが。カウボーイズはそれ以前よりQBサックを記録しており、彼は通算114サックをあげた。現役時代7シーズンチームトップのサックをあげた。
新人であった1973年、彼はパスが予想される場面でのパスラッシャーとしての起用であったが、8サックをあげてウィリー・タウンズが持っていたチームの新人記録を更新した。3シーズン目の1975年に先発に昇格し、トゥー・トール・ジョーンズの逆サイドを守った。
1976年から1979年まで4シーズン連続でプロボウルに選ばれた。
1977年には14試合で85タックル及びリーグトップの23サック（NFL公式記録であるマイケル・ストレイハンの22.5サックより多い。）をあげて、NFL最優秀守備選手、オールプロに選ばれた。また第12回スーパーボウルではランディ・ホワイトとともにスーパーボウルMVPに選ばれた。
1978年には14サック、1979年には9サック、1セイフティ、1980年には12サックをあげた。
1983年シーズンを最後に現役を引退した。
ドン・メレディスと共に高校、大学、プロとテキサス州北部をホームとするチームでプレーした数少ない選手である。
2009年、テキサス州スポーツ殿堂入りを果たした。

### 現役引退後
1984年の現役引退後、NBCのスポーツ解説者を務めたり、WWFが1986年に開催したレッスルマニア2のバトルロイヤルに出場したり、WCCW、GWFでリングサイドコメンテーターを数回務めた。
金銭トラブルや法的トラブルを起こした。
1983年にトム・ランドリーによりリハビリ施設に送られた。
その後もドラッグやアルコールを続け、1996年には同棲しているガールフレンドへのドメスティックバイオレンスで何度も逮捕され、その年の夏にコカインの服用で有罪となり、8ヶ月裁判所が命じるリハビリプログラムを受けることとなった。
その後、元チームメートのジョン・ニーランドのもとで、化学製品を売る仕事に就いた。晩年彼は、子供たちや中毒患者に対してドラッグの恐ろしさを説明し続けた。
2001年12月、膵癌のため51歳で亡くなった。スーパーボウルMVP受賞者で亡くなったのは彼が最初であった。